# 불법영득의사
불법영득의사(不法領得意思)란 소극적 요소로서 재물에 대한 권리자의 종래의 지위를 계속적으로 배제하려는 의사와 적극적 요소로서 타인의 재물을 자기의 소유물과 같이 그 경제적 용법에 따라 이용, 처분할 의사를 말하는 것으로 초과 주관적 구성요건요소이다. 불법영득의사를 필요로 하는 재산죄에 있어서 권리자를 계속적으로 배제한다는 소극적 요소를 결하면 불법영득의사를 인정할 수 없어 원칙적으로 불가벌이다.

## 판례
- 甲이 A의 영업점 내에 있는 A 소유의 휴대전화를 허락 없이 가지고 나와 통화 등에 사용한 다음 약 1∼2시간 후 위 영업점 정문 옆 화분에 휴대전화를 놓아두고 갔다면 甲에게 불법영득의사가 인정된다.[1]
- 어떠한 물건을 점유자의 의사에 반하여 취거하는 행위가 결과적으로 소유자의 이익으로 된다는 사정 또는 소유자의 추정적 승낙이 있다고 볼 만한 사정이 있다고 하더라도, 다른 특별한 사정이 없는 한 불법영득의 의사가 인정된다.[2]
- [3]
- [4]
- [5]
- [6]
- 타인의 재물을 점유자의 승낙 없이 무단 사용하는 경우 그 사용으로 인하여 재물 자체가 가지는 경제적 가치가 상당한 정도로 소모되거나 또는 사용 후 그 재물을 본래의 장소가 아닌 다른 곳에 버리거나 곧 반환하지 아니하고 장시간 점유하고 있는 것과 같은 때에는 그 소유권 또는 본권을 침해할 의사가 있다고 보아 불법영득의 의사를 인정할 수 있으나, 그렇지 아니하고 그 사용으로 인한 가치의 소모가 무시할 수 있을 정도로 경미하고 또 사용 후 곧 반환한 것과 같은 때에는 그 소유권 또는 본권을 침해할 의사가 있다고 할 수 없어 불법영득의 의사를 인정할 수 없다.[7]

## 참고문헌
- 김준성. "불법영득의사의 내용과 적용범위." 형사법연구 24.3 (2012): 183-211.
- 오정용. "절도죄에서의 불법영득의사에 대한 '이용·처분의사'의 명확화: 주로 판례의 분석을 토대로." 동북아법연구 5.2 (2011): 149-180.
- 홍태석. "결제 전 상품의 소비와 불법영득의사의 성부 -일본 나고야 고법(名古屋高判 令和3年 12月 14日) 판결을 통하여-." 중앙법학 26.4 (2024): 655-676.
- 최대호. "폭행·협박 후 불법영득의사에 의한 재물취득과 강도죄 성립 여부." 법학연구 27.2 (2016): 175-209.
- 이주원. "횡령죄에 있어서의 상계충당과 불법영득의사의 존부." 안암 법학 0.30 (2009): 75-107.
- 지유미. "형사법의 최근 동향 교비회계자금 전용에 대한 횡령죄 귀속에서 불법영득의사의 자리매김." 고려법학 0.78 (2015): 61-91.
- 박상진. "영미법에 있어서 불법영득의사에 관한 연구." 중앙법학 -.4 (2001): 201-223.
- 김형곤. "판례평석 : 절도죄에 있어서의 불법영득의사 - 대법원 1998 . 9 . 4 . 선고 98 도 2181 판결 -." 비교형사법연구 1.1 (1999): 339-354.

## 같이 보기
- 대한민국 형법 제329조
- 절도죄

1. ↑  대판 2012.7.12, 2012도1132
2. ↑  대판 2014.2.21, 2013도14139；리스차량 절취사건
3. ↑  대판 1977.6.7, 77도1069
4. ↑  대판 2000.10.13, 2000도3655
5. ↑  대판 1989.11.28, 89도1679
6. ↑  대판 2010.5.27 2009도9008
7. ↑  대판 2000.3.28, 2000도 493